# Chuang-nan
Chuang-nan, nebo také Malho plným názvem Tibetský autonomní kraj Chuang-nan (čínsky pchin-jinem Huángnán Zàngzú Zìzhìzhōu, znaky 黄南藏族自治州; tibetsky: རྨ་ལྷོ་བོད་རིགས་རང་སྐྱོང་ཁུལ།, Wylie: rMa-lho Bod-rigs rang-skyong-khul) je autonomní kraj v provincii Čching-chaj v Čínské lidové republice. Je obydlen zejména Tibeťany, má rozlohu 18 tisíc km² a jeho hlavní město Rebkong je v městském okrese Thungren, kraj se dále skládá ze dvou okresů a jednoho autonomního okresu.

## Geografie

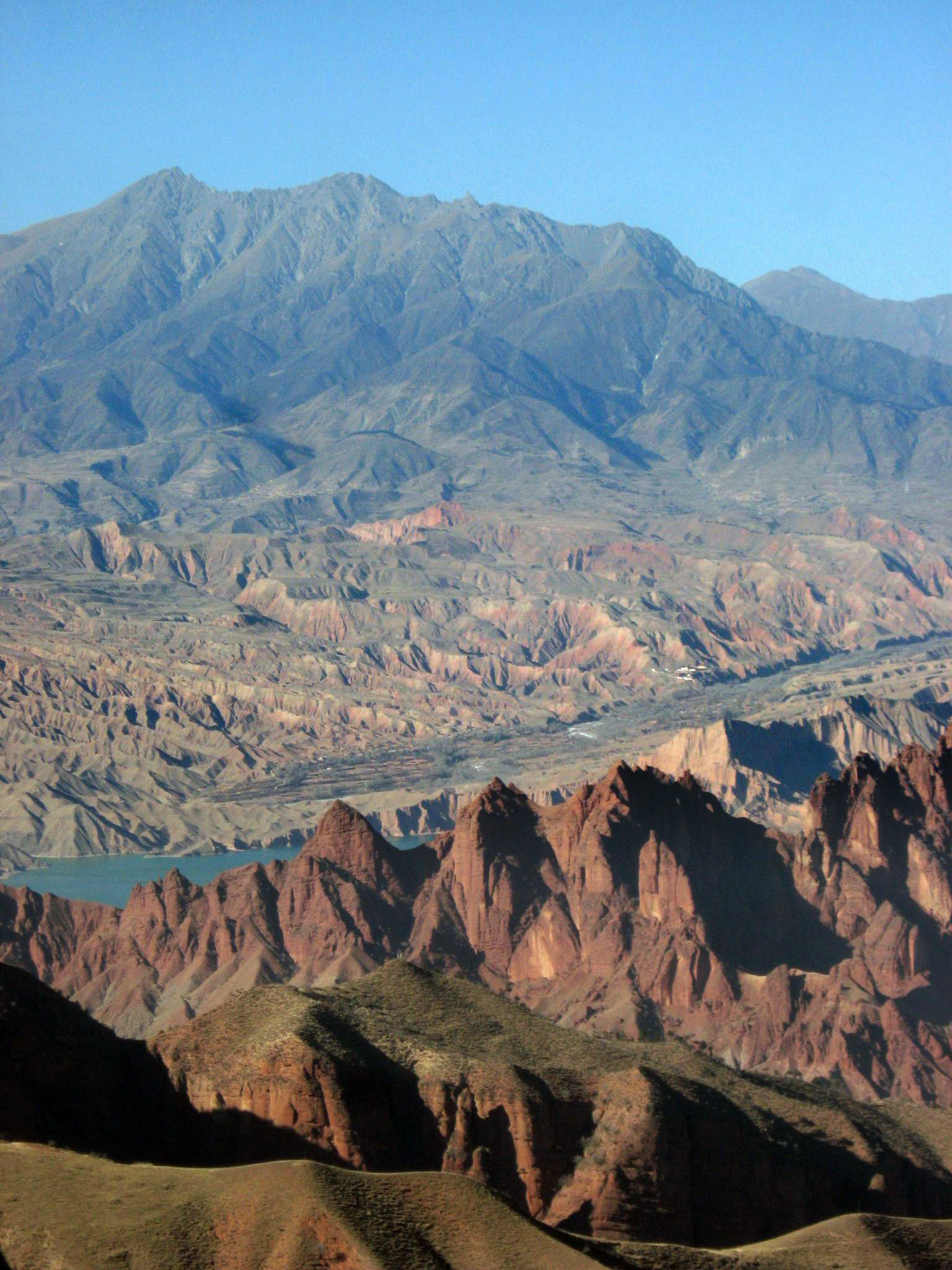
Přírodní park Khamra a přehrada Li-ťia-sia

Kraj leží na jihovýchodě provincie Čching-chaj. Podle tradičního tibetského dělení spadá do oblasti Amdo. Na západě sousedí s autonomním krajem Chaj-nan, na jihu s autonomním krajem Golog, na jihu a východě s autonomním krajem Kanlho a na severu s prefekturou Chaj-tung. Průměrná nadmořská výška prefektury je 3000 m n. m., přičemž severní část leží níže, jižní část se zvedá až ke 4000 metrům. V okrese Čänccha se nachází přírodní park Khamra (tibetsky: ཁམས་ར་, wylie: khams ra).

### Vodstvo
Krajem protéká Žlutá řeka, tibetský název znamená "na jih od Žluté řeky". Část Malha leží na chráněném území Pramene tří řek.

### Fauna a flóra
Na 15 142 km² území kraje jsou pastviny, 24 000 hektarů je pokryto lesy.

### Nerostné suroviny
V oblasti se těží zejména zlato, stříbro, měď, zinek, antimon, rtuť, arsen, síra, fluorit a rašelina.

### Administrativní členění
Autonomní kraj Chuang-nan se člení na čtyři celky okresní úrovně, a sice jeden městský okres, dva okresy a jeden autonomní okres.
| městský okres · Thungren okres · Čänccha okres · Cekhog autonomní okres · Che-nan |                  |                       |                                     |                       |                    |                                  |
| Název                                                                             | Název            | Název                 | Název                               | Počet obyvatel (2020) | Rozloha km² (2020) | Hustota zalidnění (obyv. na km²) |
| český přepis: čínštiny tibetštiny                                                 | čínské znaky     | tibetsky              | tibetsky (Wylie)                    | Počet obyvatel (2020) | Rozloha km² (2020) | Hustota zalidnění (obyv. na km²) |
| Městský okres                                                                     |                  |                       |                                     |                       |                    |                                  |
| Tchung-žen Thungren (Rebkong)                                                     | 同仁县           | ཐུང་རེན་རྫོང་ (རེབ་གོང་)    | thung ren rdzong (reb gong rdzong)  | 101 519               | 3 191              | 32                               |
| Okresy                                                                            |                  |                       |                                     |                       |                    |                                  |
| Ťien-ca Čänccha                                                                   | 尖扎县           | གཅན་ཚ་རྫོང་             | gcan tsha rdzong                    | 58 173                | 1 555              | 37                               |
| Ce-kchu Cekhog                                                                    | 泽库县           | རྩེ་ཁོག་རྫོང་              | rtse khog rdzong                    | 75 659                | 6 574              | 12                               |
| Autonomní okres                                                                   |                  |                       |                                     |                       |                    |                                  |
| Che-nan (mongolský)                                                               | 河南蒙古族自治县 | རྨ་ལྷོ་སོག་རིགས་ རང་སྐྱོང་རྫོང་ | rma lho sog rigs rang skyong rdzong | 40 864                | 6 713              | 6                                |
|                                                                                   |                  |                       |                                     |                       |                    |                                  |
| Celkem                                                                            | Celkem           | Celkem                | Celkem                              | 276 215               | 18 033             | 15                               |

## Demografie
V kraji žije 256 716 obyvatel (2010), z toho Tibeťané činí 68,26%, Mongolové 13,55%, Chuejové 6,30% a Chanové 6,20%.

## Kultura

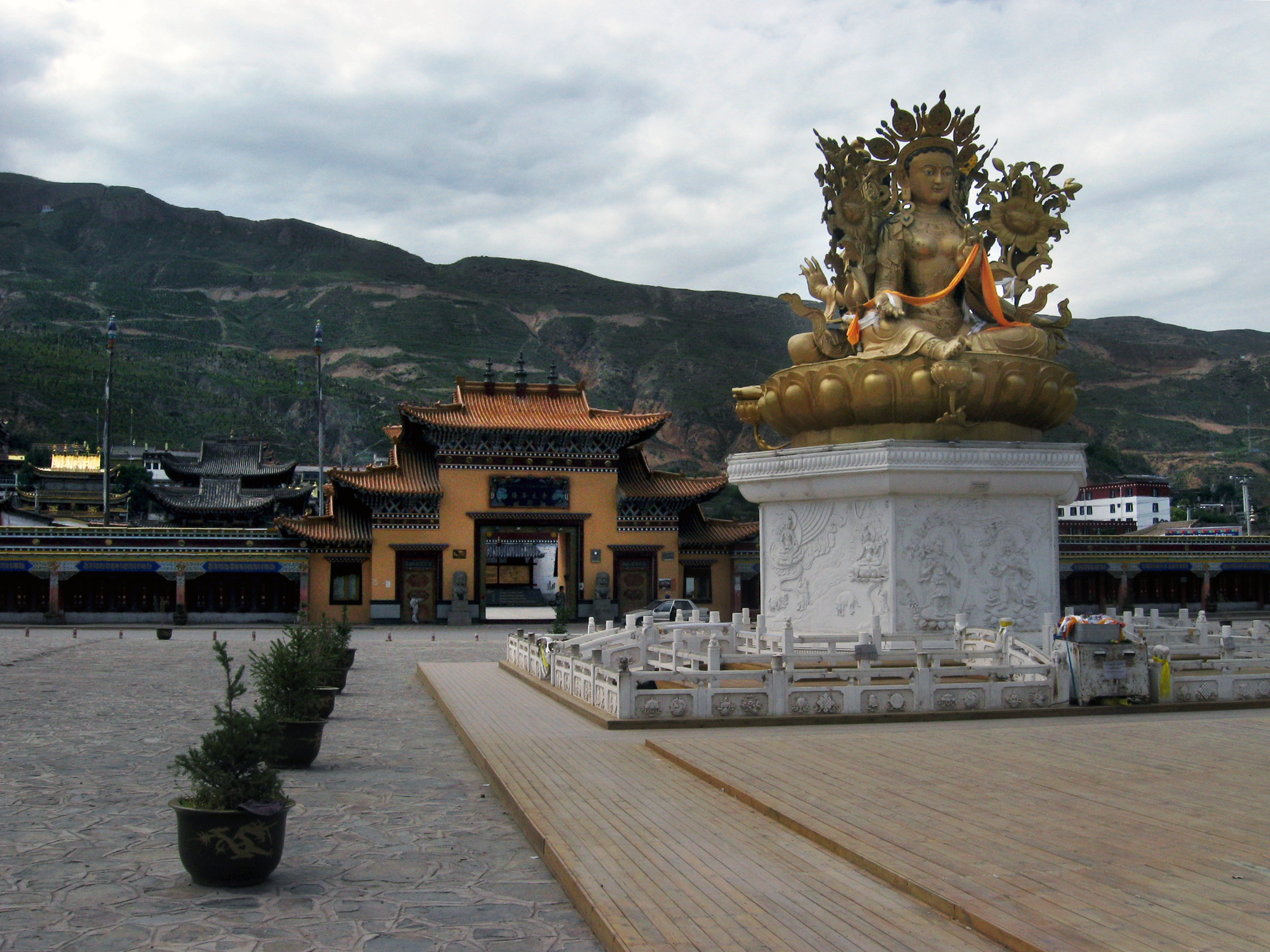
Klášter Rebkong

Zejména Rebkong je v Tibetu proslaven díky malířům a spisovatelům pocházejících z této oblasti. V hlavní městě okresu se nachází i jeden z nejvýznamnějších klášterů školy Gelugpa v Tibetu Rong wo (také Rebkong, རོང་བོ་དགོན་, Rong wo dGon, čínsky 隆务寺, Longwu si).